# Idé
 For alternative betydninger, se IDE.
En idé er en bevidst tanke, om et konkret eller abstrakt problem. Den menneskelige evne til at få idéer er forbundet med fornuft, selv refleksionen og evnen til at tilegne sig intellekt, intuition og inspiration etc. Idéer kan også give anledning til koncepter eller tankegeneraliseringer, hvilket er grundlaget for al videnskab og filosofi.

## Idé-begrebet inden for filosofien
Indenfor filosofien defineres de ofte til at være det som opfylder følgende krav:
1. Idéer er aldrig i forandring. (Deraf følger at de er evige.)
2. Idéer eksisterer helt uafhængigt af alt andet end sig selv.
3. I det mindste nogle mennesker kan have adgang til erkendelse af idéer, udenom disse menneskers sanser.
4. Idéer kan aldrig sanses med menneskets sanser. (Mere nøjagtigt: Vore sanser kan aldrig give os oplysninger om idéerne.)

Inden for filosofihistorien forekommer der mange varianter af den definition.

## Nogle meninger om idéerne
Nogle religiøse opfatter/definerer Gud som et væsen, der opfylder disse krav, men som også har flere egenskaber end det.
I sin fortælling Kosmogoni hævder Platon, at verden er dannet ud fra idéerne som forbilleder.
Aristoteles påpegede at det var platonisterne der tilskrev almenbegreberne af materien helt uafhængig virkelighed, og kaldte dem for idéerne. Se Striden om almenbegreberne
Hegel anså idéer ( og det almene ) for objektivt virkelige, og hævdede at det almene aldrig kunne være andet end idéer, og netop er idéer.
Også på det område kom materialisten Marx i strid med Hegel. Marx hævdede nemlig at noget alment har objektiv virkelighed. Hvis Hegel ( der her var enig med mange af Middelalderens tænkere ) derfor fastholder påstanden om at det almene aldrig kan være andet end idé, må Hegel ( og de som her er enig med ham ) opfatte det som Marx indirekte har hævdet, at nogle idéer har objektiv virkelighed, altså at Marx på det område var kryptoplatonist.
En modsat opfattelse af hævdelsen af idéernes virkelighed udtrykkes ofte med sætningen: "Alting forandres, og alting forandrer sig, kun forandringen består. Forandringen selv kan altså i følge den opfattelse ikke være idé, da forandringen jo kan opfattes med menneskets sanser, og derfor ikke opfylder pkt. 4."

## Idé-begrebets historie
Historien beskrives her inden for Naturfilosofien, men den er analog dermed inden for Moralfilosofien.
Tanken om idéer fremkom som en reaktion på klassiske naturfilosoffers hævdelse af at alting ( i den sansbare virkelighed ) er i vedvarende forandring, at intet kan gentages nøjagtigt ( man kan aldrig bade to gange i den samme flod ), ja at man end ikke kan bade i den og den bestemte flod én gang. Reaktionen blev så at der måtte være et eller andet usansbart og absolut uforanderligt ( som vi kan genkende, og som er faste udgangspunkter for vor erkendelse og tænkning ) som al forandring skal ses i forhold til; så tanken om idéer dukkede op.
Platon fremførte den tanke at det almene ( det: Fælles/Generelle/Universelle) aldrig er andet end idé. Uanset om han har ret eller ej, er det ikke noget der rent logisk kan udledes af den her anførte definition af idé.
Desuden hævdede Platon at idéerne er objektivt virkelige (ikke at forstå på den måde at Platon mente at de kunne sanses).